# Pusakamulya
Pusakamulya is een bestuurslaag in het regentschap Purwakarta van de provincie West-Java, Indonesië. Pusakamulya telt 4023 inwoners (volkstelling 2010).